# Watts Needle
Il Watts Needle (ago di Watts) è una vetta a forma di ago che si innalza fino a 1.450 m, nel margine sudoccidentale della dorsale orientale del Ghiacciaio Glen, nei Monti Read, che fanno parte della Catena di Shackleton, nella Terra di Coats in Antartide.  
Nel 1967 fu effettuata una ricognizione aerofotografica da parte degli aerei della U.S. Navy. Un'ispezione al suolo fu condotta dalla British Antarctic Survey (BAS) nel periodo 1968-71.
Ricevette l'attuale denominazione nel 1971 dal Comitato britannico per i toponimi antartici (UK-APC), in onore del geologo britannico William Whitehead Watts (1860–1947), che si era occupato principalmente delle rocce del Precambriano nelle Midlands inglesi. Fu professore di geologia all'Imperial College London nel periodo 1906-30.